# Herberg De Leeuw
Herberg De Leeuw is een Nederlands televisieprogramma van de televisieomroep NCRV dat uitgezonden werd van 2001 tot 2002. De presentatie van het programma was in handen van Paul de Leeuw, waar tevens het programma naar vernoemd is.

## Format
In het programma ontvangt presentator Paul de Leeuw in zijn herberg diverse gasten: mensen die bijzondere dingen hebben meegemaakt en bekende Nederlanders om over actuele zaken te praten op een luchtige manier. Dit gebeurt onder leiding van muziek van vaste pianist Cor Bakker met zijn orkest. In het programma vinden elke afleveringen andere onderdelen plaats, een van de vaste onderdelen was het imiteren van bekende mensen.
De studio waar het programma opgenomen werd is in de vorm en in de sfeer van een ouderwetse herberg.

### Rechtszaak Bob Smalhout
In het programma was na een gesprek met een oud-Call TV-presentator een telefonisch gesprek gepland met een museumdirecteur, in wiens museum een kunstwerk met de beeltenis van Adolf Hitler werd vertoond. Om in de uitzendingsthema 'Feel-good televisie' te blijven werd à la Call-TV een foto van hoogleraar Bob Smalhout in het kunstwerk van Hitler veranderd, waarbij geraden moest worden in wie het beeld uiteindelijk veranderde. Het 'bruggetje' werd verkeerd opgepakt en een rechtszaak werd aangespannen door Smalhout, mede door het pijnlijke feit dat de Joodse hoogleraar in de Tweede Wereldoorlog een groot deel van zijn familie heeft verloren, iets waarvan De Leeuw aangaf dit niet te weten. Excuses werden gemaakt en ook aanvaard.

### Rechtszaak Anneke Grönloh
In een vast onderdeel van het programma deed De Leeuw een wekelijkse imitatie van Anneke Grönloh. De Leeuw zette Grönloh neer als een afgetakelde cocaïne snuivende 'has-been' die zwaar aan de drank zat. Drie uitzendingen lang trad het typetje aan het slot van de uitzending op, waarop Grönloh beweerde dat ze door dit beeld van haar totaal was ingestort. Mogelijk geïnspireerd door de rechtszaak van Smalhout spande Grönloh De Leeuw en de NCRV eveneens een rechtszaak aan.

### Conflict tussen NCRV en De Leeuw
Na de meerdere rechtszaken die aan waren gespannen ontstonden er mede daardoor conflicten tussen presentator De Leeuw en de omroep NCRV, waar het programma voor werd gemaakt. De Leeuw merkte op dat hij brutaler in zijn programma's wilde zijn dat dan van de NCRV mocht. De NCRV en De Leeuw besloten daarop dat het beter was het contract vroegtijdig te beëindigen: 1 januari 2003 zouden de NCRV en De Leeuw niet langer met elkaar verbonden zijn. 
Toen de NCRV echter voortijdig besloot om een speciaal door hun gevraagde Herberguitzending rondom het overlijden van prins Claus (waarover De Leeuw later meermaals zei dat hem met klem was gevraagd door de NCRV toch een uitzending te maken, al wilde hij dat zelf eigenlijk niet) op de avond van uitzending alsnog niet uit te zenden en een aflevering van Villa Felderhof te herhalen, eiste De Leeuw de uitzendband hiervan op; juist om te laten zien dat er geen schokkende of beledigende dingen over prins Claus gezegd werden. Toen ook dit tot een rechtszaak kwam werd De Leeuw per direct door de NCRV op straat gezet. Zijn programma's bij de omroep werden eveneens per direct stopgezet, al werd na een schikking de omstreden uitzending van Herberg De Leeuw alsnog via internet vertoond, op wens van De Leeuw.